# Miro (media player)
Miro (antes chamado Democracy Player) é um software tocador de mídia que reproduz TV pela internet de código aberto desenvolvido pela Participatory Culture Foundation. O software faz download de vídeos automaticamente dos "canais" através do seu agregador de feeds RSS. É baseado no XULRunner e integrado com agregador RSS, cliente BitTorrent e VLC media player; ou xine, para GNU/Linux. O Democracy Player faz parte do  Democracy TV Platform, que inclui Broadcast Machine e Video Bomb.

Distribuído em GNU General Public License.